# يوهان هاينريش فون ثونن
يوهان هاينريش فون ثونن Johann Heinrich von Thünen (عاش 24 يونيو 1783 – 22 سبتمبر 1850)، عالم زراعة ألماني، اشتهر بعمله على علاقة تكاليف نقل السلعة بمكان الإنتاج. وقد استخدم مزرعته كمصدر للحقائق عن عمله النظري في الاقتصاد الزراعي. وقد بنى نموذجاً نظرياً استخدمه لإيجاد العوامل الهامة التي تحدد أكثر المواقع ربحاً في فروع عديدة من الزراعة فيما يتعلق بمصادر الطلب عليهم. نظرية الإيجار التي وضعها كانت مشابهة لتلك التي وضعها ريكاردو. وقد وضع نظرية للتوزيع مبنية على الانتاجية الهامشية، باستخدام التفاضل، ويمكن اعتباره أحد مؤسسي التحليل الهامشي.
قام فون ثونن بتطوير أساسيات نظرية الانتاجية الهامشية بطريقة رياضية صارمة، يلخص ذلك في الصيغة التالية:
{\displaystyle R=Y(p-c)-YFm\,}
حيث R=الأرض المستأجرة؛ Y=العائد لكل وحدة أرض؛ c=نفقات الإنتاج لكل وحدة من السلع الأساسية؛ p=سعر السوق لكل وحدة من السلع الأساسية؛ F=معدل الشحن؛ m=المسافة عن السوق.

## نموذج الأرض الزراعية المستخدم: حلقات ثونن

نموذج ثونن: النقطة السوداء تمثل المدينة؛ 1 (البيضاء) الألبان والبقول؛ 2 (الخضراء) forest for fuel; 3 (الصفراء) محصولات الحقل؛ 4 (الحمراء) المواشي؛ العائد، المنطقة الخضراء الداكنة تمثل البرية حيث الزراعة الغير ربحية

استخدم فون ثونن مصطلح الإيجار الانتقالي في حجته، للدلالة على ما يعادل قيمة الأرض. وهو يتوافق مع الحد الأقصى الذي يمكن أن يدفعه المزارع نظير استخدام الأرض، بدون أي خسائر. ويمكن تعريفه بالمعادلة التالية:
{\displaystyle L=Y(P-C)-YDF} تكون...
- L: الإيجار الانتقالي (بالمارك/{\displaystyle km^{2}})
- Y: القدرة الإنتاجية (in {\displaystyle t/km^{2}})
- P: سعر السوق للمحصول (in {\displaystyle DM/t})
- C: سعر إنتاج المحصول (in {\displaystyle DM/t})
- D: البعد عن السوق (in {\displaystyle km})
- F: تكلفة النقل (in {\displaystyle DM/t/km})

وقبيل وفاته، طلب أن تُنقش معادلته الشهيرة للناتج الهامشي للعمل على شاهد قبره.

## انظر أيضاً

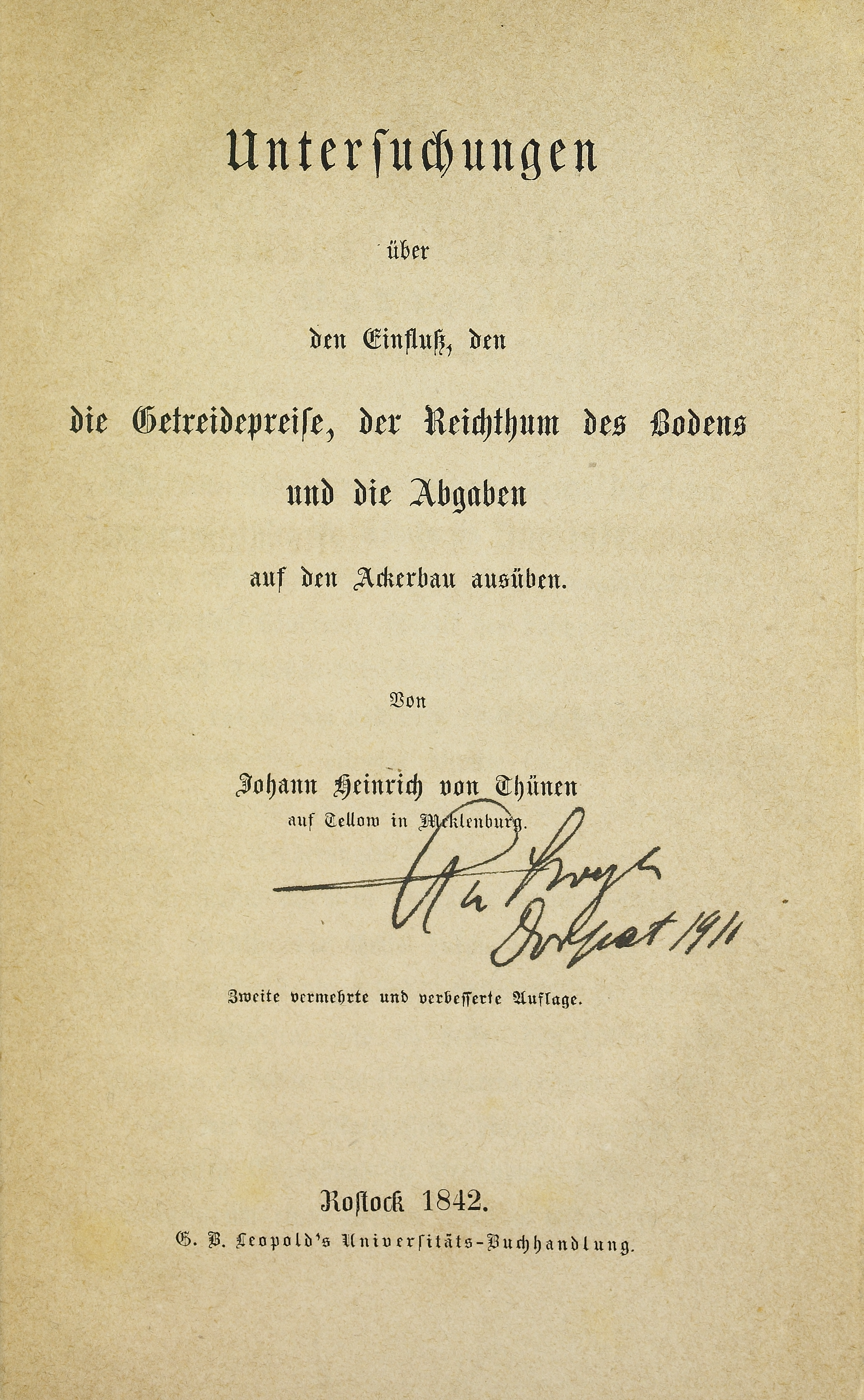
Untersuchungen uber den Einfluss, den die Getrieidepreise, der Reichthum des Zodens und die Abgaben auf den Ackerbau ausuben, 1842

## وصلات خارجية
- يوهان هاينريش فون ثونن على موقع الموسوعة البريطانية (الإنجليزية)

- مراجع أونلاين عن فون ثونن
- CEPA صفحة عن فون ثونن